# Греко-римская борьба на летних Олимпийских играх 1920 — свыше 82,5 кг
Соревнования по греко-римской борьбе в рамках Олимпийских игр 1920 года в тяжёлом весе (свыше 82,5 килограммов) прошли в Антверпене с 16 по 20 июля 1920 года в Зале торжеств Королевского зоологического общества.
Схватка по регламенту турнира продолжалась два раунда по 10 минут, и если никто из борцов в течение этих раундов не тушировал соперника, назначался дополнительный раунд, продолжительностью 20 минут, и после него (или во время него) победа присуждалась по решению судей. В отдельных случаях для выявления победителя мог быть назначен ещё один дополнительный раунд, продолжительностью 10 минут. Однако после первого дня соревнований организаторы пришли к выводу, что при такой системе они не успеют провести соревнования, и время схватки сократили до одного 10-минутного раунда, в котором победить можно было только на туше и 15-минутного дополнительного раунда, после которого победа отдавалась по решению судей.
Турнир проводился по системе Бергваля. Титул разыгрывался между 19 борцами.
Учитывая тот факт, что из-за первой мировой войны соревнования долгое время не проводились, сложно было назвать кого-то явным фаворитом турнира. Гипотетически среди претендентов рассматривались Андерс Альгрен был серебряным призёром прошедших в 1912 году игр и чемпионом мира 1913 года, но в полутяжёлом весе и Адольф Линдфорс, который был довольно сильным участником игр 1912 года и серебряным призёром чемпионата мира 1911 года. Линдфорс и завоевал золотую медаль, победив чисто в пяти из пяти встреч, в финале победив Альгрена. Альгрен не стал бороться за «серебро» и  второе место занял Поуль Хансен, чемпион Северных стран 1919 года, проигравший Линдфорсу в полуфинале. На третьем месте остался Мартти Ниеминен.  

## Призовые места
- Адольф Линдфорс
- Поуль Хансен
- Мартти Ниеминен

## Турнир за первое место
В левой колонке — победители встреч. Мелким шрифтом набраны те проигравшие, которых победители «тащат» за собой по турнирной таблице, с указанием турнира (небольшой медалью), право на участие в котором имеется у проигравшего.

### Первый круг
| Участник 1                 | Результат    | Участник 2    |
| -------------------------- | ------------ | ------------- |
| Адольф Линдфорс А. Касилья | Туше (1:50)  | Андре Касилья |
| Эдвард Уилки Й. Струна     | По очкам     | Йозеф Струна  |
| Джорджо Кальца Я. Краус    | Туше (33:00) | Ян Краус      |

### Второй круг
| Участник 1                           | Результат    | Участник 2              |
| ------------------------------------ | ------------ | ----------------------- |
| Адольф Линдфорс А. Касилья, Э. Уилки | Туше (28:43) | Эдвард Уилки Й. Струна  |
| Эдмон Дам А. Кукк                    | Туше (3:06)  | Артур Кукк              |
| Поуль Хансен А. Уэйанд               | Туше (2:27)  | Александер Уэйанд       |
| Мартти Ниеминен Э. Ларсен            | Туше (20:43) | Эмиль Ларсен            |
| Андерс Альгрен Б. Бонневельд         | Туше (1:02)  | Баренд Бонневельд       |
| Харальд Васботтен Д. Кальца          | Туше (1:25)  | Джорджо Кальца Я. Краус |
| Яап Шауверман Д. Вергос              | Туше (0:58)  | Димитриос Вергос        |
| Эрнст Нильссон Э. Ван ден Бриль      | Туше (8:25)  | Эдуард ван ден Бриль    |

### Четвертьфинал
| Участник 1                                             | Результат   | Участник 2                           |
| ------------------------------------------------------ | ----------- | ------------------------------------ |
| Адольф Линдфорс А. Касилья, Э. Уилки, Э. Дам Й. Струна | Туше (3:14) | Эдмон Дам А. Кукк                    |
| Поуль Хансен А. Уэйанд, М. Ниемиенен                   | Туше (1:46) | Мартти Ниеминен Э. Ларсен            |
| Андерс Альгрен Б. Бонневельд, Х. Васботтен             | По очкам    | Харальд Васботтен Д. Кальза Я. Краус |
| Яап Шауверман Д. Вергос, Э. Нильссон                   | Туше (0:30) | Эрнст Нильссон Э. Ван ден Бриль      |

### Полуфинал
| Участник 1                                                                 | Результат   | Участник 2                                            |
| -------------------------------------------------------------------------- | ----------- | ----------------------------------------------------- |
| Адольф Линдфорс А. Касилья, Э. Уилки, Э. Дам, П. Хансен Й. Струна, А. Кукк | Туше (7:17) | Поуль Хансен А. Уэйанд, М. Ниемиенен Э. Ларсен        |
| Андерс Альгрен Б. Бонневельд, Х. Васботтен, Я. Шауверман Д. Кальца         | Туше (9:43) | Яап Шауверман Д. Вергос, Э. Нильссон Э. Ван ден Бриль |

### Финал
| Участник 1 | Результат    | Участник 2                                                                                 |
| --- | ------------ | ------------------------------------------------------------------------------------------ |
| Адольф Линдфорс А. Касилья, Э. Уилки, Э. Дам, П. Хансен, А. Альгрен Й. Струна, А. Кукк, А. Уэйанд, М. Ниемиенен | Туше (47:38) | Андерс Альгрен Б. Бонневельд, Х. Васботтен, Я. Шауверман Д. Кальца, Д. Вергос, Э. Нильссон |

## Турнир за второе место

### Первый круг
| Участник 1          | Результат | Участник 2        |
| ------------------- | --------- | ----------------- |
| Поуль Хансен Э. Дам | ?         | Эдмон Дам А. Кукк |

### Полуфинал
| Участник 1                      | Результат | Участник 2                                               |
| ------------------------------- | --------- | -------------------------------------------------------- |
| Поуль Хансен Э. Дам, А. Касилья | Неявка    | Андре Касилья                                            |
| Эдвард Уилки А. Альгрен         | Неявка    | Андерс Альгрен Б. Бонневельд, Х. Васботтен, Я. Сьовермен |

### Финал
| Участник 1                      | Результат   | Участник 2              |
| ------------------------------- | ----------- | ----------------------- |
| Поуль Хансен Э. Дам, А. Касилья | Туше (1:45) | Эдвард Уилки А. Альгрен |

## Турнир за третье место

### Первый круг
| Участник 1              | Результат | Участник 2    |
| ----------------------- | --------- | ------------- |
| Эдвард Уилки А. Касилья | Неявка    | Андре Касилья |

### Полуфинал
| Участник 1               | Результат   | Участник 2   |
| ------------------------ | ----------- | ------------ |
| Мартти Ниеминен          | Туше (2:48) | Эдвард Уилки |
| Александер Уэйанд Э. Дам | Неявка      | Эдмон Дам    |

### Финал
| Участник 1      | Результат | Участник 2        |
| --------------- | --------- | ----------------- |
| Мартти Ниеминен | По очкам  | Александер Уэйанд |